# Pedalium
Pedalium é um género botânico pertencente à família Pedaliaceae.

## Espécies
| - Pedalium busseanum - Pedalium caillaudii - Pedalium filiforme - Pedalium longiflorum | - Pedalium microcarpum - Pedalium murex - Pedalium muricatum - Pedalium rogeria |